# Presbytis chrysomelas
Presbytis chrysomelas (Сурілі саравацький) — вид приматів з роду Presbytis родини мавпові.

## Опис
Це тонкі примати з довгими задніми ногами і довгим хвостом. Є два підвиди, які відрізняються кольором хутра: P. с. chrysomelas має чорнувате хутро і P. с. cruciger червонуваті з чорно-білим малюнком на обличчі.

## Поширення
Країни поширення: Бруней-Даруссалам; Індонезія (Калімантан); Малайзія (Саравак). Цей вид зустрічається в болотних і рівнинних лісах, а також мангрових заростях.

## Стиль життя
Розмір групи 3-7 особин. Мало що відомо про спосіб життя. Як інші види роду, тварини є денними і деревними. Вони живуть у невеликих групах, які складаються з одного самця, кількох самиць і потомства. Їх раціон складається з молодих листків, плодів та інших частин рослин.

## Загрози та охорона
Перетворення середовища проживання є основною загрозою для цього виду. Вид занесений в Додаток II СІТЕС. Більшість популяцій, які ще залишились знаходяться в національних парках.